# Air Wisconsin
Air Wisconsin Airlines es una aerolínea regional con sede en Appleton International Airport en la ciudad de  Greenville, Wisconsin, Estados Unidos,  cerca de  Appleton. Air Wisconsin originalmente operaba como uno de los socios United Express originales en 1986, y luego operaba como US Airways Express en nombre de US Airways antes de convertirse en una aerolínea regional de American Eagle. A partir de marzo de 2018, Air Wisconsin opera una vez más como una compañía aérea regional United Express con centros principales ubicados en Aeropuerto Internacional de Chicago O'Hare (ORD), Aeropuerto Internacional de Denver (DEN ) y Aeropuerto Internacional de Washington Dulles (IAD).

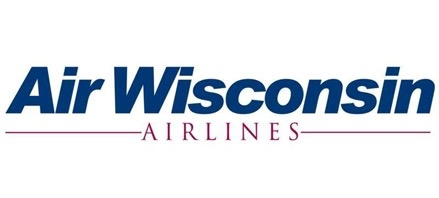
Logo antiguo de Air Wisconsin del año 2010.

## Flota

### Flota Actual
La flota de Air Wisconsin consta de los siguientes aviones (a junio de 2023):
La flota de la Aerolínea posee a junio de 2023 una edad media de 20.9 años.